# Оберлашайд
Оберлашайд (нем. Oberlascheid) — община в Германии, в земле Рейнланд-Пфальц. 
Входит в состав района Айфель-Битбург-Прюм. Подчиняется управлению Прюм.  Население составляет 140 человек (на 31 декабря 2010 года). Занимает площадь 9,39 км².